# Concetta Carestia Lanciaux
Concetta Carestia Lanciaux (Accettura, 26 febbraio 1942) è una dirigente d'azienda italiana.
È vicepresidente del gruppo "LVMH" di monsieur Bernard Arnault e presidente per l'Italia del complesso industriale del lusso. È considerata  “tra le trenta donne d'affari più influenti d'Europa.” 

## Biografia
Concetta è nata in Basilicata, nella caserma di San Nicola, nella foresta di Gallipoli-Cognato, a sette chilometri da Accettura, da un milite forestale, Giovanni Carestia, e da Rosina, casalinga. Compie gli studi al liceo classico di Foggia, si laurea in Lettere classiche all'Università Cattolica di Milano, ha passione per il cinema ed il Rinascimento italiano. Affronta un viaggio negli Stati Uniti e si perfeziona a Pittsbourg in lingue e letterature americane. Inizia l'insegnamento all'università, frequenta un master nel mondo delle imprese. Ma nel 1978 si trasferisce in Francia. Lanciaux, è il suo cognome da coniugata.

## Attività professionale
Concetta Carestia Lanciaux a Parigi, nel 1985, entra in LVMH Moët Hennessy Louis Vuitton, SA (L.V.M.H.) grande gruppo di prodotti di alta qualità nei settori: champagne e vini, pelletteria, profumi e cosmetici. Marchi principali: Louis Vuitton e Christian Dior. In Italia: la maison Emilio Pucci, Fendi e Rossimoda. Lavora per Lvmh e influenza la struttura organizzativa del complesso industriale come consigliera e presidente per l'Italia.
Nel 1990 edita uno studio di management dal titolo: «Reward strategies» (strategie dei premi). Dal 1993 anche il marchio Kenzo diventa di proprietà della compagnia francese LVHM.
Nel 1998 diventa la più preziosa collaboratrice di Bernard Arnault, quando ormai il gruppo LVMH raggiunge 32.000 dipendenti, fattura 14.000 miliardi di Lire, ricava un utile di 2.500 miliardi. Nel 1999 la casa romana di moda Fendi si unisce al partner commerciale LVMH.
Nel 2000, il gruppo francese LVMH acquista i diritti sul logo Emilio Pucci e rilancia la griffe nel mercato internazionale. Nel 2002 riceve il premio della Fondazione Marisa Bellisario, rivolto alle donne di successo.
Concetta Carestia Lanciaux nel 2003 racconta i piani del colosso francese: «L'Italia sta diventando importante. Ma questo non riguarda solo il nostro gruppo, è un fatto più generale. Prima, tra Francia e Italia, c' erano delle barriere, basta vedere il conflitto che esisteva tra le nostre due Camere della moda. Poi, c' è stato il disgelo e oggi in Francia ci sono molte manifestazioni sull'Italia. Io, poi, credo che l'Italia stia entrando in una fase creativa molto importante». «Ci sono molti stilisti nuovi, finora rimasti soffocati dall'accento dato alla produzione». Quali sono i nomi? «Uno lo abbiamo già preso, Antonio Marras. Se fosse stato in Francia lo avrebbero messo sul palcoscenico già da tempo, mentre in Italia era quasi un fenomeno locale». «Diego Della Valle è nel nostro consiglio di amministrazione, facciamo progetti insieme».
Nel 2006, secondo la guida “Who's who del Lusso”, Concetta Lanciaux firma ancora con il suo nome da ragazza (Concetta Carestia) e scrive una dissertazione sulle poesie del tardo medioevo.
Nel 2008, lo stilista italiano Antonio Marras è nominato direttore artistico del marchio dalla maison francese Kenzo.

## Premi e riconoscimenti
Il XIV premio Bellisario della Fondazione Marisa Bellisario, rivolto alle donne di successo è consegnato a Roma il 12 maggio 2002 a Concetta Carestia Lanciaux.